# جيمس سافاج
جيمس سافاج (بالإنجليزية: James Savage)‏ (12 مايو 1876 في المملكة المتحدة - ) هو لاعب كرة قدم بريطاني (وحمل سابقاً جنسية المملكة المتحدة لبريطانيا العظمى وأيرلندا) في مركز جناح ‏. لعب مع نادي بيرنلي ونادي نيلسون وTrawden Forest F.C. ‏.

## وصلات خارجية
- جيمس سافاج على موقع قاعدة بيانات كرة القدم.إي يو (الإنجليزية)